# DDR-Meisterschaften im Fechten 1980
Die DDR-Meisterschaften im Fechten wurden 1980 zum 29. Mal ausgetragen und fanden vom 4. bis 6. Juli in Potsdam in der Sporthalle an der Heinrich-Mann-Allee statt.

## Medaillengewinner

### Einzelmeisterschaften
| Disziplin | Gold                                     | Silber                                    | Bronze                                  |
| Männer    | Männer                                   | Männer                                    | Männer                                  |
| --------- | ---------------------------------------- | ----------------------------------------- | --------------------------------------- |
| Florett   | Klaus Haertter (SC Einheit Dresden)      | Siegmar Gutzeit (SC Einheit Dresden)      | Holger Lossius (SC Dynamo Berlin)       |
| Degen     | Frank Bader (ASK Vorwärts Potsdam)       | Andreas Gerlach (ASK Vorwärts Potsdam)    | Thomas Bieler (SC Leipzig)              |
| Säbel     | Frank-Eberhard Höltje (SC Dynamo Berlin) | Rüdiger Müller (ASK Vorwärts Potsdam)     | Hendrik Jung (SC Leipzig)               |
| Frauen    |                                          |                                           |                                         |
| Florett   | Mandy Niklaus (SC Einheit Dresden)       | Elke Gerstenberger (ASK Vorwärts Potsdam) | Sabine Hertrampf (ASK Vorwärts Potsdam) |

### Mannschaftsmeisterschaften
| Disziplin | Gold                                                                                                 | Silber               | Bronze           |
| Männer    | Männer                                                                                               | Männer               | Männer           |
| --------- | --- | -------------------- | ---------------- |
| Florett   | ASK Vorwärts Potsdam Klaus Kotzmann Jens Howe Thomas Heidenescher Gröbe Jens Geisler Ingo Weißenborn | SC Dynamo Berlin     | SC Motor Jena    |
| Degen     | SC Dynamo Berlin Wilfried Fischer Lutz Leimbach Stolze Uwe Proske Dieter Müller                      | ASK Vorwärts Potsdam | SC Leipzig       |
| Säbel     | SC Dynamo Berlin Frank-Eberhard Höltje Peter Ulbrich Gerd May Frank Weib Schulz Schulzig             | ASK Vorwärts Potsdam | SC Leipzig       |
| Frauen    | |                      |                  |
| Florett   | ASK Vorwärts Potsdam Sabine Hertrampf Marion Schulze Elke Gerstenberger Heidenescher Petra Faber     | SC Leipzig           | SC Dynamo Berlin |

## Medaillenspiegel
| Platz | Verein                        | Verein               | Gold | Silber | Bronze | Total |
| ----- | ----------------------------- | -------------------- | ---- | ------ | ------ | ----- |
| 1     | Logo vom ASK Vorwärts Potsdam | ASK Vorwärts Potsdam | 3    | 5      | 1      | 9     |
| 2     | Logo vom SC Dynamo Berlin     | SC Dynamo Berlin     | 3    | 1      | 2      | 6     |
| 3     | Logo vom SC Einheit Dresden   | SC Einheit Dresden   | 2    | 1      | –      | 3     |
| 4     | Logo vom SC Leipzig           | SC Leipzig           | –    | 1      | 4      | 5     |
| 5     | Logo vom SC Motor Jena        | SC Motor Jena        | –    | –      | 1      | 1     |
|       | Total                         | Total                | 8    | 8      | 8      | 24    |